# Rhus vestita
Rhus vestita är en sumakväxtart som beskrevs av Ludwig Eduard Loesener. Rhus vestita ingår i släktet sumaker, och familjen sumakväxter. Inga underarter finns listade i Catalogue of Life.